# Vik Lalić
Vik Lalić (Macarsca, 9 febbraio 1976) è un allenatore di calcio ed ex calciatore croato, di ruolo difensore.

## Carriera

### Giocatore

#### Club
Cresciuto nell'Hajduk Spalato esordì in prima squadra il 15 maggio 1994 nella partita di campionato contro il Belišće.

### Allenatore
Il 6 novembre 2017 assume temporaneamente l'incarico di allenatore dell'Hajduk Spalato in sostituzione dell'esonerato Joan Carrillo, solo sette giorni dopo viene sostituito da Željko Kopić. A settembre 2020 prende le redini del Croatia Zmijavci militante in 2. HNL, incarico che lascia nel giugno 2021 rescindendo consensualmente il contratto. Il 13 luglio 2021 viene nominato allenatore del Zmaj Makarska, squadra militante in 3.HNL. Il 3 novembre dello stesso anno rescinde consensualmente il contratto con il club di Macarsca dopo tredici gironi di campionato (3 vittorie, 4 pareggi e 6 sconfitte).

## Statistiche

### Cronologia presenze e reti in nazionale
| Cronologia completa delle presenze e delle reti in nazionale ― Croazia under 21 | Cronologia completa delle presenze e delle reti in nazionale ― Croazia under 21 | Cronologia completa delle presenze e delle reti in nazionale ― Croazia under 21 | Cronologia completa delle presenze e delle reti in nazionale ― Croazia under 21 | Cronologia completa delle presenze e delle reti in nazionale ― Croazia under 21 | Cronologia completa delle presenze e delle reti in nazionale ― Croazia under 21 | Cronologia completa delle presenze e delle reti in nazionale ― Croazia under 21 | Cronologia completa delle presenze e delle reti in nazionale ― Croazia under 21 |
| Data                                                                            | Città                                                                           | In casa                                                                         | Risultato                                                                       | Ospiti                                                                          | Competizione                                                                    | Reti                                                                            | Note                                                                            |
| ------------------------------------------------------------------------------- | ------------------------------------------------------------------------------- | ------------------------------------------------------------------------------- | ------------------------------------------------------------------------------- | ------------------------------------------------------------------------------- | ------------------------------------------------------------------------------- | ------------------------------------------------------------------------------- | ------------------------------------------------------------------------------- |
| 14-11-1995                                                                      | Celje                                                                           | Slovenia under 21                                                               | 4 – 2                                                                           | Croazia under 21                                                                | Qual. Europeo Under-21 1996                                                     | -                                                                               | 60’                                                                             |
| 26-3-1996                                                                       | Čakovec                                                                         | Croazia under 21                                                                | 0 – 0                                                                           | Israele under 21                                                                | Amichevole                                                                      | -                                                                               |                                                                                 |
| 9-4-1996                                                                        | Vinkovci                                                                        | Croazia under 21                                                                | 1 – 1                                                                           | Ungheria under 21                                                               | Amichevole                                                                      | -                                                                               | 70’                                                                             |
| 23-4-1996                                                                       | Sunderland                                                                      | Inghilterra under 21                                                            | 0 – 1                                                                           | Ungheria under 21                                                               | Amichevole                                                                      | -                                                                               |                                                                                 |
| 8-10-1996                                                                       | Zenica                                                                          | Bosnia ed Erzegovina under 21                                                   | 3 – 1                                                                           | Croazia under 21                                                                | Qual. Europeo Under-21 1998                                                     | -                                                                               |                                                                                 |
| 9-11-1996                                                                       | Karlovac                                                                        | Croazia under 21                                                                | 0 – 1                                                                           | Grecia under 21                                                                 | Qual. Europeo Under-21 1998                                                     | -                                                                               | 51’                                                                             |
| 28-3-1997                                                                       | Sebenico                                                                        | Croazia under 21                                                                | 2 – 0                                                                           | Danimarca under 21                                                              | Qual. Europeo Under-21 1998                                                     | -                                                                               |                                                                                 |
| 3-4-1997                                                                        | Sebenico                                                                        | Croazia under 21                                                                | 2 – 0                                                                           | Slovenia under 21                                                               | Qual. Europeo Under-21 1998                                                     | -                                                                               |                                                                                 |
| 29-4-1997                                                                       | Edessa                                                                          | Grecia under 21                                                                 | 2 – 0                                                                           | Croazia under 21                                                                | Qual. Europeo Under-21 1998                                                     | -                                                                               | 8’                                                                              |
| 5-9-1997                                                                        | Osijek                                                                          | Croazia under 21                                                                | 6 – 1                                                                           | Bosnia ed Erzegovina under 21                                                   | Qual. Europeo Under-21 1998                                                     | -                                                                               |                                                                                 |
| 9-9-1997                                                                        | Køge                                                                            | Danimarca under 21                                                              | 1 – 0                                                                           | Croazia under 21                                                                | Qual. Europeo Under-21 1998                                                     | -                                                                               |                                                                                 |
| Totale                                                                          |                                                                                 | Presenze                                                                        | 11                                                                              |                                                                                 | Reti                                                                            | 0                                                                               |                                                                                 |

## Palmarès

### Giocatore
- Campionato croato: 3

Hajduk Spalato: 1993-1994, 1994-1995, 2000-2001
- Coppa di Croazia: 3

Hajduk Spalato: 1994-1995, 1999-2000, 2002-2003